# Satyrium percomis
Satyrium percomis is een vlinder uit de familie van de Lycaenidae. De wetenschappelijke naam van de soort werd als Thecla percomis in 1893 gepubliceerd door Leech.